# Boulder City

Boulder City zaznaczone na mapie hrabstwa Clark

Boulder City – miasto w hrabstwie Clark w stanie Nevada. Znajduje się około 30 km od Las Vegas. W roku 2007 liczba mieszkańców wyniosła 16 206.
Boulder City zostało zbudowane przez United States Bureau Reclamation (Biuro Rozwoju Stanów Zjednoczonych) w celu zapewnienia noclegu robotnikom budującym na rzece Kolorado Zaporę Hoovera. Projektantem był architekt Saco Rienk DeBoer. Postanowiono o zakazie sprzedaży alkoholu i uprawiania hazardu w obrębie miasta, gdyż mogłyby obniżyć wydajność robotników. Biuro zakończyło administrowanie dopiero w 1958 roku, mimo że tama była gotowa dwadzieścia dwa lata wcześniej. Prawa miejskie miasto otrzymało 4 stycznia 1960 r. Rada miejska wybrała farmaceutę Roberta N. Broadbenta na pierwszego burmistrza.
Decyzją mieszkańców do dziś jest to jedyne miejsce w całej Nevadzie, gdzie hazard jest zabroniony. Sprzedaż alkoholu została zalegalizowana w 1969 roku. W pobliżu miasta znajduje się port lotniczy Boulder City.

## Geografia
Całkowita powierzchnia miasta wynosi 335,6 km². Prawo zezwala tylko na 120 pozwoleń na budowę rocznie. Liczba pokoi w hotelach – zaledwie 35.

## Atrakcje
- dwa pola golfowe
- basen
- sala do gry w squasha
- korty tenisowe
- trasy turystyczne w pobliskich górach
- ścieżki rowerowe
- Ogród Botaniczny Alana Bible'a

Zbudowano tutaj pierwsze lotnisko w tym stanie. Do wynajęcia prywatne samoloty w celu wycieczek nad Wielki Kanion Kolorado i Zapory Hoovera.